# Circuit integrat a molt gran escala
Un circuit integrat a molt gran escala, és un circuit integrat que conté més de 20.000 transistors. S'utilitza sovint la paraula VLSI, l'acrònim anglès de Very Large Scale Integration.
La integració a gran escala de sistemes de circuits basats en transistors en circuits integrats va començar als anys 80, com a part de les tecnologies de semiconductors i comunicació que s'estaven desenvolupant. Els primers xips tenien menys de cent transistors i s'anomenaven circuits d'integració a petita escala. A mesura que la tecnologia de fabricació va avançar, s'hi van agregar més i més transistors, i en conseqüència més i més funcions van ser integrades en un mateix xip. El microprocessador és un dispositiu VLSI.
La primera generació de computadores depenia de vàlvules electròniques. Després van arribar els semiconductors discrets, seguits de circuits integrats (CI). Els primers circuits integrats contenien un petit nombre de dispositius, com díodes, transistors, resistències i capacitadors, encara que no inductors, el que feia possible la fabricació de portes lògiques en un sol xip. La quarta generació (Large Scale Integration) consistia en sistemes amb com a mínim mil comportes lògiques. El successor natural de l'LSI va ser el VLSI (diverses desenes de milers de comportes en un sol xip). Avui en dia, els microprocessadors tenen diversos milions de comportes en un mateix xip.
A la fi de 2016, es comercialitzaven microprocessadors amb tecnologies de fins a 14 nanòmetres, i s'espera que durant 2017 es comercialitzi els primers circuits integrats amb tecnologia de 10 nanòmetres.

## Productores de circuits integrats VLSI
- Intel
- Texas Instruments
- Samsung
- Analog Devices
- ATI Technologies
- Advanced Micro Devices (AMD)
- ST Microelectronics
- Freescale Semiconductor
- Infineon
- IBM
- NEC Corporation
- Toshiba
- Nvidia
- Qualcomm
- National Semiconductor
- Renesas
- Broadcom
- Micron